# Perú en la Copa América 1983
La selección del Perú fue uno de los diez equipos participantes en la Copa América 1983. Dicho torneo se desarrolló sin sede fija entre 10 de agosto y el 4 de noviembre de 1983.

## Participación

### Primera fase
| Selección | Pts. | PJ | PG | PE | PP | GF | GC | Dif |
| --------- | ---- | -- | -- | -- | -- | -- | -- | --- |
| Perú      | 6    | 4  | 2  | 2  | 0  | 6  | 4  | +2  |
| Colombia  | 4    | 4  | 1  | 2  | 1  | 5  | 5  | 0   |
| Bolivia   | 2    | 4  | 0  | 2  | 2  | 4  | 6  | –2  |

| 17 de agosto de 1983 | Perú        | 1:0 (0:0) | Colombia | Estadio Nacional, Lima                                                         |                                                                                |
|                      | Navarro 77' |           |          | Asistencia: 30 000 espectadores Árbitro(s): José Luis Martínez Bazán (Uruguay) | Asistencia: 30 000 espectadores Árbitro(s): José Luis Martínez Bazán (Uruguay) |

| 21 de agosto de 1983 | Bolivia    | 1:1 (0:0) | Perú        | Estadio Hernando Siles, La Paz                                               |                                                                              |
|                      | Romero 65' |           | 89' Navarro | Asistencia: 45 000 espectadores Árbitro(s): Jorge Eduardo Romero (Argentina) | Asistencia: 45 000 espectadores Árbitro(s): Jorge Eduardo Romero (Argentina) |

| 28 de agosto de 1983 | Colombia                  | 2:2 (0:1) | Perú                                 | Estadio El Campín, Bogotá                                                 |                                                                           |
|                      | Prince 46' · Fiorillo 69' |           | 25' (pen.) Malásquez · 85' Caballero | Asistencia: 50 000 espectadores Árbitro(s): Arnaldo Cézar Coelho (Brasil) | Asistencia: 50 000 espectadores Árbitro(s): Arnaldo Cézar Coelho (Brasil) |

| 4 de septiembre de 1983 | Perú                      | 2:1 (2:0) | Bolivia      | Estadio Nacional, Lima                                              |                                                                     |
|                         | Leguía 6' · Caballero 21' |           | 46' Paniagua | Asistencia: 50 000 espectadores Árbitro(s): Guillermo Budge (Chile) | Asistencia: 50 000 espectadores Árbitro(s): Guillermo Budge (Chile) |

### Semifinal
| 13 de octubre de 1983 | Perú | 0:1 (0:0) | Uruguay      | Estadio Nacional, Lima                                             |                                                                    |
|                       |      |           | 65' Aguilera | Asistencia: 28 000 espectadores Árbitro(s): Sergio Vásquez (Chile) | Asistencia: 28 000 espectadores Árbitro(s): Sergio Vásquez (Chile) |

| 20 de octubre de 1983 | Uruguay     | 1:1 (0:1) | Perú          | Estadio Centenario, Montevideo                                            |                                                                           |
|                       | Cabrera 49' |           | 24' Malásquez | Asistencia: 58 000 espectadores Árbitro(s): Arturo Ithurralde (Argentina) | Asistencia: 58 000 espectadores Árbitro(s): Arturo Ithurralde (Argentina) |

## Estadísticas

### Posición final
| Equipo | Equipo   | Pts | PJ | PG | PE | PP | GF | GC | Dif |
| ------ | -------- | --- | -- | -- | -- | -- | -- | -- | --- |
| 2      | Brasil   | 8   | 9  | 2  | 4  | 2  | 8  | 5  | +3  |
| 3      | Perú     | 7   | 6  | 2  | 3  | 1  | 7  | 6  | +1  |
| 4      | Paraguay | 2   | 2  | 0  | 2  | 0  | 1  | 1  | 0   |

### Goleadores
| Jugador           | Goles |
| ----------------- | ----- |
| Eduardo Malásquez | 3     |
| Franco Navarro    | 2     |